# 가이노촌
가이노촌(貝野村)은 니가타현 나카우오누마군에 있던 촌이다. 

## 역사
- 1889년 4월 1일 - 정촌제 시행에 수반해 나카우오누마군 가이노촌이 성립하였다.
- 1956년 9월 30일 - 촌이 분립해 나카사토촌,미즈사와촌에 편입되어 소멸하였다.

## 참고문헌
- 『市町村名変遷辞典』東京堂出版、1990年。